# Synagogue de Telč
 (septembre 2021).
La synagogue de Telč (en allemand Teltsch), une ville morave de la région de Vysočina en République tchèque, a été construite en 1904 par l'architecte Karel Wagner de Jihlava. La synagogue abandonnée a été convertie en un immeuble résidentiel.

## Voir également
- Communauté juive de Telč

## Littérature
- Klaus-Dieter Alicke : Lexique des communautés juives de l'espace germanophone. Tome 2 : Großbock - Ochtendung. Gütersloher Verlagshaus, Gütersloh 2008,  (ISBN 978-3-579-08078-9) ( édition en ligne ).